# Legis actio sacramento
In diritto romano con l'espressione Legis actio sacramento (o sacramenti o per sacramentum) si indicava uno schema procedurale di antichissima applicazione che poteva essere utilizzato per la tutela di qualsivoglia pretesa che fosse comunque riconosciuta dallo ius civile arcaico.
L'antico schema prevedeva una sfida tra due contendenti (l'actor, "colui che avvia l'azione", e il reus, "convenuto, colui che è chiamato in giudizio") posti su un piano di parità. Ciascuna delle parti affermava con parole solenni o la spettanza di una determinata res (e in tal caso si aveva la legis actio sacramento in rem) o l'una negava e l'altra affermava l'esistenza di un credito (e in tal caso si aveva la legis actio sacramento in personam). Il sacramentum era per l'appunto la solenne sfida, la scommessa, in origine un giuramento con implicazioni religiose donde il nome sacramentum, e chi usciva sconfitto al termine della controversia era costretto a pagare la summa sacramenti per aver giurato il falso. 
Il giurista romano Gaio ci descrive la legis actio sacramento nel suo stadio evolutivo avanzato, allorquando questo modo di lege agere aveva già perso la sua implicazione religiosa. Nelle sue istituzioni la definisce generalis e periculosa:
| G.4.13. Sacramenti actio generalis erat. de quibus enim rebus ut aliter ageretur lege cautum non erat, de his sacramento agebatur: eaque actio proinde periculosa erat ... nam qui uictus erat, summam sacramenti praestabat poenae nomine. | La legis actio sacramento era generale. Infatti, per tutte le controversie per le quali non era previsto si potesse lege agere diversamente, si agiva sacramento. E allo stesso tempo era rischiosa: infatti, colui che era sconfitto era tenuto a pagare a titolo di pena la summa sacramenti. |

## Lo svolgimento dellalegis actio sacramento in rem
Il rituale antichissimo della legis actio sacramento in rem postulava la presenza dei due contendenti e della res (o della persona) oggetto di controversia, e la cosiddetta vindicatio ossia la pronuncia di parole solenni con le quali veniva rivendicata la appartenenza della cosa (o della persona, nel caso di vindicatio del filius familias). Le parole del formulario che le parti in causa dovevano pronunciare, compiendo gesti solenni prestabiliti, sono stati tramandati dal IV commentario delle Istituzioni di Gaio con riferimento alla rivendica di uno schiavo:
| Gai 4.16 Si in rem agebatur, mobilia quidem et moventia, quae modo in ius adferri adducive possent, in iure vindicabantur ad hunc modum: qui vindicabat, festucam tenebat; deinde ipsam rem adprehendebat, velut hominem, et ita dicebat: HUNC EGO HOMINEM EX IURE QUIRITIUM MEUM ESSE AIO; SICUT DIXI, ECCE TIBI, VINDICTAM INPOSUI, et simul homini festucam inponebat. adversarius eadem similiter dicebat et faciebat. cum uterque vindicasset, praetor dicebat: MITTITE AMBO REM, illi mittebant. qui prior vindicaverat, ita alterum interrogabat: POSTULO, ANNE DICAS, QUA EX CAVSA VINDICAVERIS? ille respondebat: IUS FECI, SICUT VINDICTAM INPOSUI. deinde qui prior vindicaverat, dicebat: QUANDO TU INIURIA VINDICAVISTI, QUINGENTIS ASSIBVS SACRAMENTO TE PROVOCO; adversarius quoque dicebat similiter: ET EGO TE; aut si res infra mille asses erat, quinquagenarium scilicet sacramentum nominabant.. | Se si agiva in rem, la vindicatio di cose mobili e trasportabili, che potevano essere portate in giudizio, veniva fatta in iure in questo modo: colui che effettuava la vindicatio, teneva la festuca (una bacchetta); quindi afferrava l'oggetto, come ad esempio uno schiavo, e così diceva: "Io affermo secondo il diritto dei Quiriti che questo schiavo è mio. Così come ho detto, ecco contro te ho imposto la vindicta". Il suo avversario diceva e faceva le medesime cose. Non appena i due avevano fatto la vindicatio il pretore diceva: "Lasciate entrambi l'oggetto". E i due lasciavano l'oggetto. Colui che aveva rivendicato per primo chiedeva all'altro: "Chiedo, che tu mi dica in base a quale causa tu hai rivendicato"; quello rispondeva: "Ho attuato il diritto imponendo la vindicta". Quindi colui che aveva vindicato per primo diceva: "giacché tu hai fatto la vindicatio senza averne il diritto, ti sfido al sacramentum per 500 assi. L'avversario pronunciava simili parole: "E io a te". Se il valore della lite era inferiore a mille assi, ovviamente nominavano un sacramentum di 50 assi. |

Qualora invece la controversia avesse avuto per oggetto un bene che non poteva essere agevolmente portato in ius, come una colonna o un gregge, si usava l'espediente di portare in ius solo una piccola parte della cosa, che fungeva da simbolo. Su questa si faceva la vindicatio fingendo di farla sulla restante parte della res.
Così, per continuare gli esempi appena indicati, nel caso del gregge si vindicava sopra una sola pecora, o addirittura sopra un pelo di essa (vel etiam pilus dice Gaio), e se si trattava di una colonna bastava una scheggia di essa. Se invece la lite verteva su di un fondo, si portava in giudizio una piccola zolla. Anche qui Gaio ci tramanda le parole esatte:
| Gai 4.17: Si qua res talis erat, ut sine incommodo non posset in ius adferri vel adduci, veluti si columna aut navis aut grex alicuius pecoris esset, pars aliqua inde sumebatur eaque in ius adferebatur: deinde in eam partem quasi in totam rem praesentem fiebat vindicatio. Itaque ex grege vel una ovis aut capra in ius adducebatur, vel etiam pilus inde sumebatur et in ius adferebatur: ex nave vero et columna aliqua pars defringebatur. Similiter si de fundo vel de aedibus sive de hereditate controversia erat, pars aliqua inde sumebatur et in eam partem proinde atque in totam rem praesentem fiebat vindicatio, veluti ex fundo gleba sumebatur et ex aedibus tegula, et si de hereditate controversia erat, aeque res aliqua inde sumebatur.. | Se la cosa era tale che non poteva essere portata o condotta in giudizio senza difficoltà, come una colonna o una nave o un gregge di animali, da tale cosa veniva prelevata una qualche parte, che veniva portata in ius: quindi la vindicatio si faceva su quella parte, quasi come (se si facesse) su tutta la cosa presente. E così del gregge, o veniva condotta in giudizio una sola pecora o capra, o perfino ne veniva preso un pelo e veniva portato in giudizio: dalla nave o dalla colonna, poi, veniva scheggiata una qualche parte. Analogamente, se la controversia aveva ad oggetto un fondo, o un edificio, o un'eredità, ne veniva prelevata e portata in giudizio una qualche parte, e su quella parte, così come se su tutta la cosa presente, si faceva la vindicatio: ad esempio dal fondo si prelevava una zolla, dall'edificio una tegola, e se la controversia aveva come oggetto un'eredità allo stesso modo se ne prelevava una qualche parte.. |

Durante lo svolgimento del rituale uno dei due contendenti poteva scegliere di non proseguire e di ritirarsi. In tal caso il procedimento veniva interrotto e la res veniva aggiudicata all'altro contendente. Tale ipotesi diede vita all'istituto della in iure cessio.
Lo svolgimento di questo rituale avveniva nella prima fase del procedimento, detta in iure, innanzi a un magistrato giusdicente (a partire dal 367 a.C. il pretore). I due contendenti potevano avvalersi di garanti, i quali davano la loro parola che, una volta emanata la sentenza definitiva, avrebbero reso il bene oggetto del contendere, al soggetto riconosciuto vincitore. Il pretore, dopo le formule solenni, concedeva il possesso interinale al contendente con i garanti ritenuti più idonei. 
La seconda fase, detta apud iudicem, si teneva dinanzi a un giudice, privato cittadino romano, scelto da entrambi i soggetti perché ritenuto giusto arbitro nella controversia. In questa fase i contendenti si avvalevano di testimoni e prove per avvalorare la loro causa e, infine, il giudice assegnava la proprietà definitiva. Tale sentenza era inappellabile, e la controversia irripetibile. Ovviamente se la "res" era assegnata a colui che nella fase in iure non era stato nominato possessore in itinere, allora questo doveva restituire il bene a quello che ora era il legittimo proprietario, più eventuali "vantaggi" maturati durante il possesso provvisorio.

## Lo svolgimento della legis actio sacramento in personam
La legis actio sacramento in personam si svolgeva in modo analogo alla legis actio sacramento in rem. Nella fase in iure l'attore, sempre con parole solenni e seguendo una rigida formula, affermava di vantare un credito nei confronti del convenuto, indicando la somma dovuta, e rivolto al contendente chiedeva di confermare o negare. In caso di negazione si passava alla sfida reciproca al sacramentum e poi si continuava come per la legis actio sacramento in rem.
La summa sacramenti, pagata dalla parte la cui affermazione risultava infondata, veniva incassata dall'erario e non dalla controparte.